# Miêu Lật (thành phố)

Huyện Miêu Lật

Thành phố Miêu Lật tiếng Trung:苗栗市, Bính âm:Miáolì Shì, Pe̍h-ōe-jī:Biâu-le̍k-chhī) là huyện lỵ của Huyện Miêu Lật, Đài Loan. Từ Miêu Lậtlà kết hợp của hai từ trong tiếng Khách Gia là mèo (貓) và thành phố (裡), được phát âm gần như là Pali (Bari) trong các ngôn ngữ của Thổ dân Đài Loan. Thành phố có tỷ lệ người Khách Gia cao nhất tại Đài Loan. Năm 2009, dân số thành phố là 90.209 người trên tổng diện tích là 37,8878 km²